# Орест (Евріпід)
«Орест» (ін-грец. Ὀρέστης, Orestēs) — трагедія давньогрецького драматурга Евріпіда, поставлена в 408 році до н. е. У цій трагедії Еврипід відступає від міфологічної традиції. Ореста судить не Ареопаг, а народні збори Аргоса; матеревбивство трактується як безглузде діяння, вчинене за наказом злого бога. Убивши матір, Орест виявляється здатним і на інші жорстокості з такої ж сумнівної мотивацією: він намагається вбити тітку, оголосивши її винною у розв'язанні Троянської війни, і погрожує вбити свою юну двоюрідну сестру, сподіваючись таким чином врятувати своє життя. Його друг Пілад теж зображений як швидше негативний персонаж — «мовчун злий і обережний», сп'янілий кров'ю.

## Дійові особи
- Орест

- Електра

- Пілад

- Менелай

- Олена Прекрасна

- Тиндарей

- Герміона

- Аполлон

## Орест як персонаж творів
Орест-гора, герой давньогрецьких епічних переказів троянського циклу, син Агамемнона і Клітемнестри. Цар Мікен і Аргоса. Орест і Пілад є нерозлучними друзями.
За міфами, після смерті батька Орест виховувався дядьком, фокідського царя Строфія. Син Строфія Пілад став вірним другом Ореста, допомагав йому, коли Орест, виконуючи волю Аполлона, помстився Клітемнестрі та її коханцеві Егісту за вбивство Агамемнона. Богині помсти еринії переслідували Ореста за пролиту кров матері. Юнак утік до Афін і сховався в храмі Афіни. На пагорбі Ареса було влаштовано суд, у якому брали участь найшанованіші афінські старійшини (ареопаг). Орест намагався виправдатися тим, що злочин матері подвійний: вона вбила свого чоловіка і батька Ореста. Тому син мусив удатися до кривавої помсти. Еринії звинувачували Ореста в найтяжчому злочині — матеревбивстві, вважаючи, що Клітемнестра не порушила родових законів, оскільки не перебувала в кровному спорідненні з чоловіком, якого вбила. Аполлон захищав Ореста, твердячи, що батько як кровний родич важливіший, ніж мати: дитину створює не мати, а батько, мати лише годувальниця прийнятого насіння.
Клітемнестра пішла на страшний злочин, бо підняла руку на свого чоловіка — господаря. При однаковій кількості голосів за і проти Ореста справу вирішив голос Афіни, яка стала на бік батьківського права. Щоб уласкавити розгніваних ериній, вона встановила в місті культ цих богинь. Відтоді їх стали шанувати в Афінах під іменням евменід (добродумних). За однією з версій, оракул порадив Оресту привезти з Тавріди статую Артеміди, яка вилікує його від докорів сумління. Син Агамемнона вирушив у дорогу із своїм другом Піладом. У Тавріді їх схопила сторожа, закувала в кайдани і привела до жриці Артеміди. Жрицею виявилась сестра Ореста, та сама Іфігенія, яку Артеміда забрала з жертовника в Авліді. Брат і сестра впізнали одне одного, і вночі всі троє втекли, забравши з собою чудову статую. Згодом Орест убив Неоптолема, щоб одружитися з Герміоною, яка була йому обіцяна, й царював у Мікенах. Він успадкував також владу над Арголідою і Спартою. Помер в Аркадії, але прах його перенесено в Спарту.

## В літературі
Міфи про Ореста використали грецькі трагіки Есхіл, Софокл, Евріпід, у новому європейському письменстві — Расін, Вольтер, Кребільйон, Альфієрі, Сартр, Краєвський. Сюжет «Гамлета» Шекспіра близький до змісту міфа про Ореста.

## Сюжет
Трагедія розробляє матеріал міфів про Пелопидах і є своєрідним продовженням п'єси «Електра», написаної Еврипідом приблизно п'ятьма роками раніше. Дія відбувається в Аргосі (Еврипід не бачить різниці між Аргосом і Микенами) через кілька днів після того, як Орест убив свою матір. Головний герой страждає через мук совісті, а жителі міста хочуть засудити його на смерть за його скоєний злочин. В цей час в Аргос прибувають Олена і Менелай. Менелай обіцяє племіннику підтримку, але у вирішальний момент не надає її через позицію Тіндарея, що пригрозив йому позбавленням прав на спартанський престол. В результаті і Ореста, і Електру засуджують до смерті.
Діти Агамемнона вирішують, щоб помститися Менелая і спробувати врятуватися, вбити Олену і захопити в заручники її дочка Герміону. У вирішальний момент втручається Аполлон, який перетворює Олену в зірку і пророкує Оресту, що той буде виправданий афінським Ареопагом і одружується на Герміоні.

## Особливості
У цій трагедії Еврипід відступає від міфологічної традиції. Ореста судить не Ареопаг, а народні збори Аргоса; вбивство матері трактується як безглузде діяння, вчинене за наказом злого бога. Убивши матір, Орест виявляється здатним і на інші жорстокості з такої ж сумнівної мотивацією: він намагається вбити тітку, оголосивши її винною у розв'язанні Троянської війни, і погрожує вбити свою юну двоюрідну сестру, сподіваючись таким чином врятувати своє життя. Його друг Пілад теж зображений як швидше негативний персонаж — «мовчун злий і обережний», сп'янілий кров'ю.